# Maison Tavel
La Maison Tavel est le musée d'histoire de Genève et fait partie des Musées d'art et d'histoire.
Située au numéro 6 de la rue du Puits-Saint-Pierre, au cœur de la Vieille-Ville, la Maison Tavel représente un témoignage unique de l'architecture civile médiévale en Suisse. Demeure historique classée, elle constitue la plus ancienne habitation privée conservée à Genève.

## Histoire
La première construction sur le site remonte au XIIe siècle mais la maison n'entre en possession des Tavel, riche famille de la noblesse locale, qu'à la fin du XIIIe siècle. En 1334, un grand incendie ravage la moitié de la ville et détruit la demeure des Tavel. Ceux-ci la reconstruisent peu après. La bâtisse prend des allures de maison forte avec ses deux tourelles d'angle et de palais urbain puisqu'elle est alors considérée comme la plus belle demeure de la ville. Après l'extinction de la famille au début du XVIe siècle, la maison passe aux mains de différents propriétaires. Au niveau architectural, des modifications majeures interviennent au XVIIe siècle puis au XVIIIe siècle avec la démolition de l'une des deux tours.
Classée monument historique en 1923, elle est acquise quarante ans plus tard par la ville de Genève. Cette dernière la transforme en un musée de l'histoire urbaine et de la vie quotidienne genevoises en 1986. C'est à cette même période que la Maison Tavel est rattachée au réseau des Musées d'art et d'histoire.
La Maison Tavel abrite notamment le relief Magnin du nom de l'architecte genevois Auguste Magnin, qui l'a réalisé. Cette grande maquette de la ville constitue un témoignage de Genève avant la démolition des fortifications en 1850.